# Street Fighter Alpha Anthology
Street Fighter Alpha: Anthology, conocido en Japón como Street Fighter Zero: Fighters ' Generation, es una compilación de videojuegos de lucha de la serie Street Fighter Alpha (Street Fighter Alpha, Street Fighter Alpha 2 y Street Fighter Alpha 3). El recopilatorio incluye, además, versiones domésticas de Street Fighter Alpha 2 Gold y Super Gem Fighter Mini Mix (previamente lanzado en PlayStation con el título de Pocket Fighter).

## Características
El juego original Street Fighter Alpha, así como Alpha 2, Alpha 3 y Super Gem Fighters Mini Mix pertenecen a sus versiones arcade originales, mientras que Street Fighter Alpha 2 Gold es una versión remezclada que combina elementos de la versión anterior de consolas (PlayStation y Sega Saturn) y del arcade original japonés Street Fighter Zero 2 Alpha. La versión Alpha 2 Gold permite al jugador seleccionar a Cammy White en todos los modos de juego, entre ellos en el "Modo Arcade" (en el que se le da su propia historia y final), a diferencia de las versiones domésticas, que sólo podía controlarse en los modos "Versus" y "Training". Las bandas sonoras para cada juego son de la versión arcade, con la excepción de Alpha 2 Gold, que utiliza la banda sonora dispuestas de las versiones de PlayStation y Sega Saturn. El Street Fighter Alpha original permite seleccionar las músicas de entre los formatos CP System y CPS-2.
Todos los juegos de la compilación incluye los modos de juego "Arcade", "Versus", así como los modos "Survival" y "Dramatic Battle" para los juegos Alpha. El modo "Dramatic Battle" aparecido en los originales Alpha, Alpha 2 y Alpha 2 Gold es el mismo que aparece en la versión de arcade japonés Street Fighter Zero 2 Alpha, y permite al jugador crear su propio equipo de personajes y luchar contra una serie específica de los oponentes (Adon, Sagat, M. Bison y Akuma). El modo "Dramatic Battle" original del primer Alpha, que consiste en un combate con Ryu y Ken contra Bison, está disponible en el juego como un modo de juego oculto.

## Características secretas
Además de los juegos por defecto, esta compilación también incluye Street Fighter Alpha 3 Upper, basado en una versión arcade actualizada de Alpha 3 lanzado en Japón, que incluye la ampliación en el número de luchadores de las versiones de consola del juego. Ni Alpha 3 ni Alpha 3 Upper incluye el modo "World Tour" introducido en la versión de PlayStation ni ninguno de los caracteres adicionales en las versiones portátiles de Alpha 3.

### Hyper Street Fighter Alpha
Si el jugador completa todos los juegos predeterminados, incluido Alpha 3 Upper al menos una vez, un segundo juego secreto titulado Hyper Street Fighter Alpha se desbloqueará. Es un videojuego extra basado en el mismo concepto utilizado por el recopilatorio Darkstalkers Chronicle y Hyper Street Fighter II: The Anniversary Edition, Hyper Alpha es un modo "Versus" de Alpha 3 en el que el jugador puede seleccionar entre las diferentes versiones de los personajes que aparecen en los juegos Alpha indistintivamente. Hyper Alpha también cuenta con estilos de lucha secretos, además de los destacados en Alpha 3, así como una banda sonora que no sólo abarca la serie Alpha, sino que incluye la banda sonora completa de Street Fighter II y los juegos de Final Fight. Además cuenta con los clásicos escenarios, dos en Alpha 1 y uno en Alpha 2.
Cada juego posee también un menú de opciones secreto, que permite al jugador acceder a todas las opciones del juego y modificar la totalidad de sus funciones, así como habilitar y deshabilitar ciertas características.

## Diferencias regionales
La versión japonesa de la recopilación, Street Fighter Zero: Fighters ' Generation, difiere ligeramente en su contenido de juegos. La versión japonesa de la compilación cuenta con cada una de las versiones arcade de Street Fighter Zero, con las versiones de arcade japonesas de Street Fighter Zero 2 y Street Fighter Zero 2 Alpha como parte de los juegos disponibles por defecto. La versión japonesa también incluye la opción de consultar los movimientos de los personajes dentro del juego, pulsando el botón de pausa. Esta opción no está disponible en la versión occidental.
En el menú principal, la compilación japonesa utiliza las mismas ilustraciones que se utilizaron como promoción para las versiones originales de arcade, mientras que las versiones occidentales de la compilación utilizan las portadas americanas de los juegos. Street Fighter Alpha 2 Gold nunca fue lanzado como juego independiente en América del Norte ni en Europa, y en su lugar, en la compilación el menú muestra la portada de Street Fighter Collection (que cuenta con la ilustración de Super Street Fighter II de Ryu, Chun-Li y Cammy, así como Dee Jay y Fei Long que no aparecen en Alpha 2 Gold), ya que Alpha 2 Gold fue incluido como extra en ese recopilatorio.